# Joe Carvajal
José Roberto Matera Carvajal (Barranquilla-Colombia, 21 de diciembre de 1978) es un músico, compositor e intérprete colombiano de ascendencia italiana.

## Biografía
Inicia su carrera musical a los 15 años en Barranquilla en un grupo llamado "Kaoz" que luego adopta el nombre de Los de Adentro en 1999 y bajo el sello discográfico Sony Music graban el álbum homónimo Los de Adentro que llegó a ser disco de platino. Melodías sonoras y pegajosas de gran aceptación en el público y con el cual obtiene su primer éxito internacional «Una canción». Esta fue grabada más adelante por el grupo mexicano RBD y luego fue traducida al portugués.
En 2001 de nuevo bajo el sello discográfico Sony Music graba su segundo álbum con Los de adentro, Como un niño, esta vez con letras un poco más oscuras y roqueras, lo cual toma un poco desprevenido a sus seguidores que esperaban una continuación del estilo balada-pop del primer álbum sin embargo, por sus ventas, llegó a ser disco de oro.
Finalmente y luego de pasar un tiempo en los Estados Unidos buscando oportunidades en la industria musical, regresa a Colombia para grabar el que sería su último trabajo con Los de Adentro, Volver amar con el cual obtienen reconocimiento en todo el país y otro disco de platino. «Nubes negras» y «No más» tuvieron una gran acogida en el público y sus videos musicales rotaron muy bien en canales internacionales como MTV y HTV. «No más» fue parte de una campaña de la ONU a favor del programa. En el 2006 Joe Carvajal se retiró de la banda para iniciar su trabajo como solista.
«Al diablo los demonios» fue el nombre que le dio a su primer sencillo en solitario, una canción psicodélica, introspectiva y muy espiritual, que no tuvo gran difusión en la radio nacional, exceptuando la emisora española los 40 principales, donde llegó a ubicarse entre las diez primeras del "Top 40". 
Su segundo sencillo «Contigo» fue elegido para abanderar de nuevo una campaña de las Naciones Unidas ONU, esta vez "en contra de la violencia de género, el abuso sexual y el VIH". En 2012 José Matera regresa a su banda original Los de Adentro, y comienzan los ensayos para la gira que realizarían por tres ciudades de Australia en 2013.
En 2019 lanzó su cuarto álbum con Los de Adentro titulado Entropía, en el cual están incluidas sus últimas composiciones al reintegrarse a la banda en 2012, entre las cuales se encuentra «Pequeño monstruo».